# 다치하타촌
다치하타촌(舘畑村)은 이시카와현 이시카와군에 설치되었던 촌이다.